# レパートリー
| ウィキペディアには「レパートリー」という見出しの百科事典記事はありません（タイトルに「レパートリー」を含むページの一覧/「レパートリー」で始まるページの一覧）。 代わりにウィクショナリーのページ「レパートリー」が役に立つかもしれません。 |